# Franco Gorgone
Franco Gorgone (Santa Maria di Licodia, 14 agosto 1908 – Roma, 23 novembre 1975) è stato un imprenditore italiano che ha sviluppato importanti iniziative nei settori chimico e farmaceutico.

## Gli anni del dopoguerra
Franco Gorgone inizia la sua attività imprenditoriale nei difficili anni del dopoguerra. Dopo aver conseguito una laurea in farmacologia all'università di Urbino nel 1934, il Gorgone aveva sviluppato un dentifricio che, alcuni anni dopo si diffuse tra le forze alleate presenti in Sicilia. Ben presto, il Gorgone stabilì contatti con alcuni esponenti dell'esercito americano e riuscì a distinguersi per la sua capacità di distribuire i prodotti farmaceutici sul territorio siciliano. Nel 1943, Gorgone costituiva la CIFA (Compagnia Italiana Farmaceutici ed Affini) che divenne il principale grossista sull'isola di farmaci nazionali. Solo due anni più tardi, il Gorgone fondò la l'Alfar, con l'ambizione di sviluppare e produrre nuovi prodotti farmaceutici.

## Gli accordi commerciali
Ben presto, Gorgone ebbe l'opportunità di sviluppare quei rapporti che aveva intrattenuto con gli americani negli anni della guerra. Nel 1947, ottiene l'esclusiva per la distribuzione prima, e la produzione poi, dei prodotti dell'American Cyanamid Company. La costruzione di uno stabilimento a Catania porterà all'assunzione di 400 persone in una zona fortemente disagiata del sud. Il successo è assicurato da quel regime di prezzi che favorisce i farmaci importati. Il Gorgone, con i soci americani, decide di creare un laboratorio di ricerca farmaco-tossicologica che viene realizzato secondo i rigidi criteri del Food & Drug Administration per gli studi clinici per l'approvazione di nuove molecole farmaceutiche. Il laboratorio sarà collegato, via satellite, alle altre sedi mondiali della ricerca della American Cyanamid.

## La Cyanamid Italia e la diffusione degli antibiotici
Nel 1959, la forte crescita dell'attività spinge il Gorgone a cedere agli americani della Cyanamid una quota di maggioranza nelle attività siciliane: nasce così la Cyanamid Italia Spa. Per i quindici anni successivi, il Gorgone si dedicò sempre allo sviluppo e alla crescita della Cyanamid Italia che contava quattro diverse divisioni: i prodotti farmaceutici della Lederle, i pesticidi per l'agricoltura, i prodotti per le suture chirurgiche e i prodotti veterinari. Tra i prodotti importati dagli Stati Uniti, figura anche l'Aureomicina, il primo antibiotico ad ampio spettro distribuito in Italia. Il prodotto conosce un successo immediato e contribuisce a ridurre fortemente la mortalità per tutta una serie di malattie. Nel 1973, lo stabilimento di Catania contava ormai 1000 addetti mentre la sede direzionale della società era stata spostata a Roma, nei pressi di Piazza del Popolo. Per le sue attività imprenditoriali, Franco Gorgone riceverà numerosi premi e onorificenze tra cui il titolo di Cavaliere del Lavoro nel 1956.
Franco Gorgone muore a Roma il 23 novembre del 1975. Le sue aziende si svilupperanno ulteriormente con la gestione della figlia Maria Gloria Gorgone, Contessa Visconti di Modrone. Il comune di Catania gli dedicherà la strada che porta allo stabilimento da lui creato nella zona industriale.
Lo stabilimento di Catania, dopo una serie di acquisizioni avvenute a livello delle case madri americane (la American Home Product acquistò la American Cyanamid Company, cambiò nome in Wyeth e fu a sua volta oggetto di acquisizione da parte della Pfizer) è ancora attivo ma fortemente ridimensionato dopo l'uscita dal capitale del socio italiano.